# Stronti
Stronti (tiếng Anh: Strontium) là một nguyên tố kim loại kiềm thổ có ký hiệu là Sr và số nguyên tử 38. Là một kim loại kiềm thổ, stronti là một kim loại có màu vàng hoặc trắng bạc và có độ hoạt động hóa học cao. Kim loại chuyển sang màu vàng khi tiếp xúc với không khí. Nó có mặt trong tự nhiên trong các khoáng celestin và strontianit. Đồng vị 90Sr thể hiện tính phóng xạ và có chu kỳ bán rã 28,90 năm. Cả stronti và strontianit đều được đặt theo tên một ngôi làng Strontian ở Scotland gần mỏ khoáng mà nó được khai thác đầu tiên.

## Tính chất

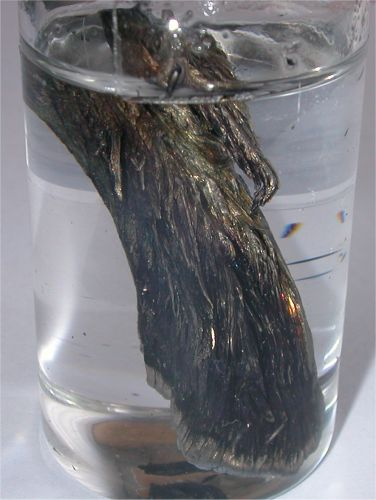
Stronti bị oxy hóa dạng cành cây

Stronti là kim loại có màu xám, bạc mềm hơn calci và thậm chí rất hoạt động trong nước. Nó phản ứng mạnh với nước tạo ra stronti hydroxide và khí hydro. Nó cháy trong không khí tạo ra hai loại stronti oxide và stronti nitrit, nhưng vì nó không phản ứng với nitơ dưới 380 °C, nên ở nhiệt độ phòng nó chỉ tạo thành oxide tự phát.
Do nó hoạt động mạnh với oxy và nước nên nguyên tố này chỉ tồn tại ở dạng hợp chất với các nguyên tố khác, các chất khoáng như strontianit và celestin. Nó được bảo quản trong hydrocarbon lỏng như dầu khoáng hay kerosene để chống sự oxy hóa; khi tiếp xúc với không khí kim loại stronti chuyển sang màu vàng ở dạng oxide. Bột kim loại stronti sẽ tự bốc cháy trong không khí ở nhiệt độ phòng. Các muối stronti ở dạng hơi có màu đỏ sáng đến màu ngọn lửa, và các muối này được sử dụng làm pháo hoa và các chất phát sáng. Stronti tự nhiên là hỗn hợp của 4 đồng vị bền.

## Lịch sử
Stronti được đặt theo tên của làng Strontian ở Scotland, (Gaelic Sron an t-Sithein), nó đã được phát hiện trong các quặng lấy từ mỏ chì. Năm 1790, Adair Crawford là một bác sĩ tham gia vào việc điều chế bari, ông đã nhận ra rằng các quặng ở Strontian thể hiện các tính chất khác nhau so với cách thông thường mà ông đã từng thấy với các nguồn "spat nặng" khác. Điều này cho phép ông kết luận "... nó thực sự có thể là khoáng vật scotch là một loại đất mới cho đến nay vẫn được xem xét đầy đủ". Khoáng vật mới được đặt tên là strontites năm 1793 bởi Thomas Charles Hope, ông là giáo sư hóa học ở Đại học Glasgow. Nguyên tố này thực chất đã được tách ra bởi Sir Humphry Davy năm 1808 bằng phương pháp điện phân hỗn hợp gồm stronti chloride và thủy ngân oxide, và được ông công bố trong bài thuyết trình của mình cho hiệp hội Hoàng gia Anh (Royal Society) ngày 30 tháng 6 năm 1808. Để phù hợp với cách đặt tên nguyên tố kiềm thổ khác, ông đã đổi tên nó thành strontium.
Ứng dụng quy mô lớn đầu tiên của stronti là sản xuất đường từ củ cải đường. Mặc dù quá trình kết tinh sử dụng stronti hydroxide đã được cấp bằng phát minh cho Augustin-Pierre Dubrunfaut năm 1849 việc ứng dụng với quy mô lớn với những cải tiến của công nghệ được thực hiện vào đầu thập niên 1870. Công nghiệp đường của Đức đã sử dụng công nghệ này rất tốt trong thế kỷ 20. Trước chiến tranh Thế giới thứ nhất ngành công nghiệp từ củ cải đường đã sử dụng 100.000 đến 150.000 tấn stronti hydroxide để xử lý mỗi năm. Stronti hydroxide đã được tái sử dụng trong quy trình này, nhưng nhu cầu để bổ sung lượng thất thoát trong quá trình sản xuất tạo ra cao đến mức phải tiến hành khai thác mỏ strontianit ở Münsterland. Việc khai thác mỏ strontianite ở Đức kết thúc khi các mỏ celestite bắt đầu được khai thác ở Gloucestershire. Các mỏ mới này cung cấp hầu hết lượng stronti trên thế giới trong giai đoạn từ 1884 đến 1941 

## Phân bố

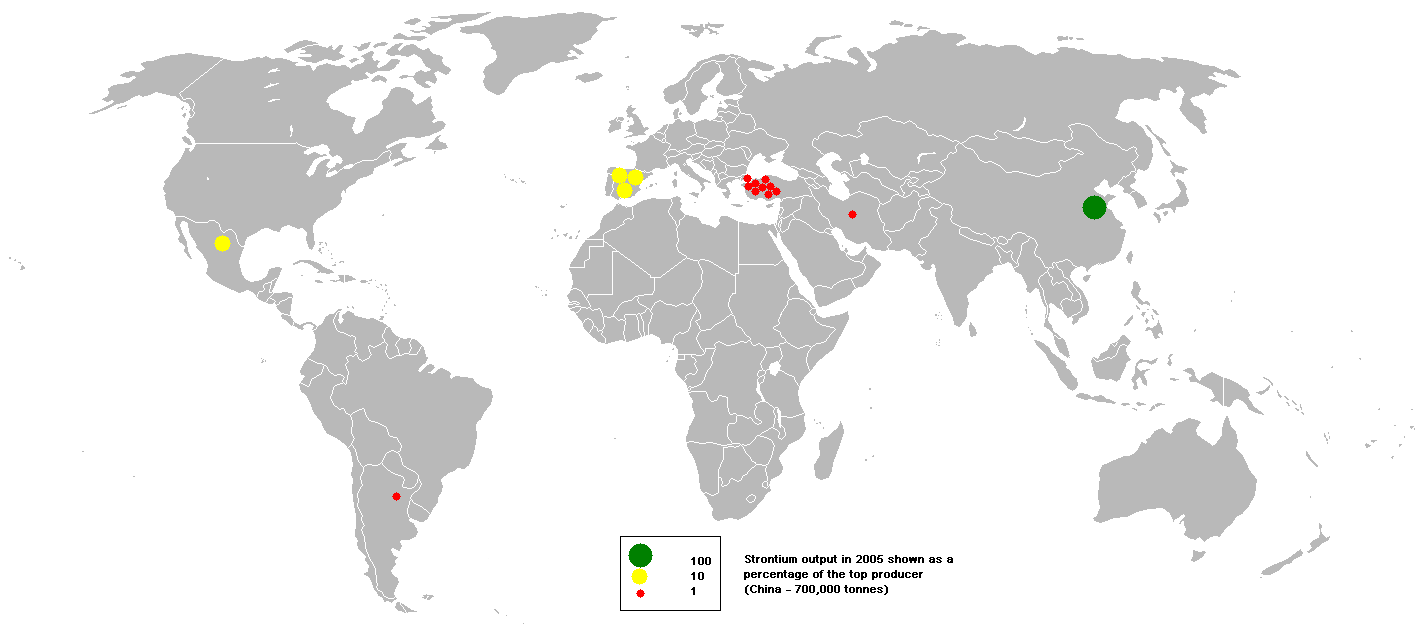
Sản lượng Stronti năm 2005

Stronti có mặt phổ biến trong tự nhiên, và là nguyên tố phổ biến thứ 15 trên Trái Đất, trung bình chiếm 0,034% trong tất cả các đá mác-ma và được tìm thấy chủ yếu ở dạng khoáng vật sulfat celestite (SrSO4) và carbonat strontianit (SrCO3). Trong số 2 khoáng vật này, celestite có mặt nhiều hơn trong các mỏ trầm tích với kích thước đủ để khai thác công nghiệp. Do stronti được sử dụng nhiều nhất ở dạng carbonat, strontianit có lẽ là loại hữu ích hơn trong số 2 khoáng vật phổ biến nêu trên, nhưng có ít mỏ đã được phát hiện có đủ điều kiện để khai thác.
Hàm lượng stronti trung bình trong nước biển là 8 mg/l. Với nồng độ stronti trong khoảng 82 đến 90 µmol/l thì được xem là thấp hơn đáng kể so với nồng độ calci (khoảng 9,6 đến 11,6 mmol/l).

## Sản xuất
Theo Cục Khảo sát Địa chất Anh, Trung Quốc là quốc gia sản xuất stronti hàng đầu năm 2007 chiếm hơn 2/3 thị trường thế giới, theo sau là Tây Ban Nha, Mexico, Thổ Nhĩ Kỳ, Agentina, và Iran.
Kim loại stronti có thể được điều chế bằng phương pháp điện phân stronti chloride nóng chảy trộn với kali chloride:
Sr2+ + 2 e⁻
 → Sr
2 Cl− → Cl2 (g) + 2 e⁻

Ngoài ra, có thể tạo ra stronti kim loại bằng cách khử stronti oxide với nhôm trong chân không ở nhiệt độ mà stronti chưng cất.
Có 3 đồng hình của stronti kim loại với điểm chuyển tiếp ở 235 và 540 °C.

## Đồng vị
Stronti có 4 đồng vị bền trong tự nhiên: 84Sr (0.56%), 86Sr (9.86%), 87Sr (7.0%) và 88Sr (82.58%). Chỉ có 87Sr sinh ra từ phân rã phóng xạ; nó được tạo ra bằng cách phân rã kim loại kiềm phóng xạ 87Rb, loại có chu kỳ bán rã 4,88 × 1010 năm. Do đó, có 2 nguồn 87Sr trong bất kỳ vật liệu nào: thứ nhất là nó được hình thành trong các ngôi sao cùng với các đồng vị 84Sr, 86Sr, và 88Sr; và thứ hai là nó được hình thành bằng các phân rã phóng xạ 87Rb. Tỉ lệ 87Sr/86Sr là chỉ số đặc trưng trong khảo sát địa chất; các tỉ lệ này trong khoáng vật và trong các đá dao động từ khoảng 
0.7 đến lớn hơn 4.0. Vì stronti có bán kính nguyên tử tương tự như của calci nên nó sẵn sàng thay thế calci trong các khoáng vật.
Có 16 đồng vị phóng xạ của stronti tồn tại. Trong đó, quan trọng nhất là 90Sr với chu kỳ bán rã là 28,78 năm và 89Sr có chu kỳ bán rã 50,5 ngày. 90Sr là sản phẩm phụ trong phân hạch hạt nhân được tìm thấy trong các vụ nổ hạt nhân và gây ra các vấn đề sức khỏe vì nó thay thế calci trong xương, chống lại sự đào thải ra khỏi cơ thể. Đồng vị này là một trong những tác nhân phát xạ beta năng lượng cao và tồn tại lâu, và được sử dụng trong các thiết bị SNAP (Systems for Nuclear Auxiliary Power). Các thiết bị này hứa hẹn sử dụng trong phi thuyền không gia, các trạm đo thời tiết từ xa, vv., nơi mà cần có nguồn năng lượng điện hạt nhân hoạt động trong thời gian dài và khối lượng nhẹ. Thảm họa hạt nhân Chernobyl 1986 gây ô nhiễm 90Sr trên diện rộng.90Sr được đặt bên trong một mẫu bạc lõm được sử dụng để điều trị cắt mộng thị ở mắt.
89Sr là đồng vị tổng hợp có thời gian sống ngắn, được dùng để chữa bệnh ung thư xương. Trong các trường hợp khi mà ung thư phát triển và di căn sang đau xương, sử dụng 89Sr trực tiếp (phát xạ beta) lên vùng xương bị bệnh.89Sr được sản xuất từ ở dạng muối chloride (hòa tan), và khi được hòa tan trong muối thường thì có thể bơm vào tĩnh mạch.

## Hợp chất

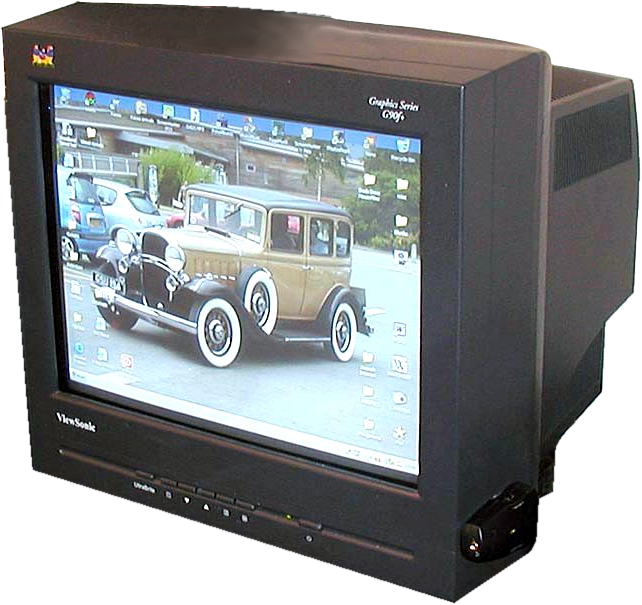
Màn hình máy tính dùng ống phóng điện tử được làm từ thủy tinh chứa hỗn hợp oxide stronti và bari

Ứng dụng chủ yếu của các hợp chất stronti là trong thủy tinh ống phóng điện tử của tivi màu để ngăn phát xạ tia X. Tất cả các phần của ống phóng điện tử này phải hấp thụ các tia X. Ở cổ và phễu của ống, thủy tinh chì được sử dụng cho mục đích này, nhưng loại thủy tinh này cho mặt trước của ống thì nó gây ra các hiệu ứng nâu do phản ứng của các tia X với thủy tinh. Do vậy, tấm thủy tinh phía trước phải sử dụng một hỗn hợp thủy tinh khác mà trong đó stronti và bari là các vật liệu hấp thụ tia X. Giá trị trung bình của hỗn hợp thủy tinh được xác định trong một nghiên cứu về tái sử dụng thủy tinh năm 2005 là 8,5% stronti oxide và 10% bari oxide.

## Ứng dụng

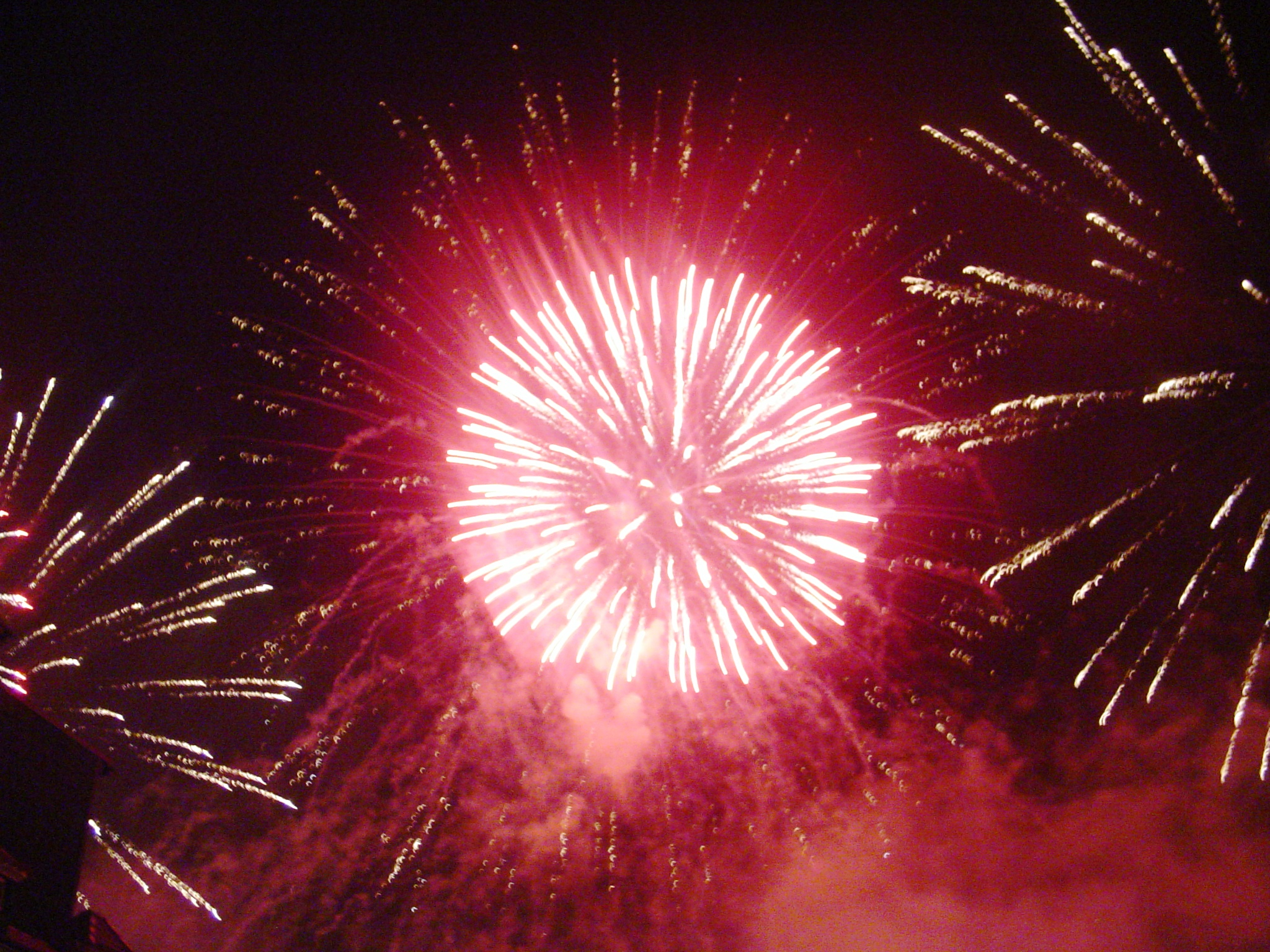
Màu đỏ đậm của pháo hoa do muối stronti tạo thành

Stronti carbonat hoặc các muối stronti khác được sử dụng để sản xuất pháo hoa, vì chúng tạo ra màu đỏ đậm của pháo.
Kim loại stronti được dùng ở dạng hợp kim: hợp kim stronti 90%-nhôm 10% của hợp phần eutectic trong việc hỗ trợ gia công hợp kim nhôm-silic. AJ62 là một hợp kim magnesi bền, chống rão được sử dụng trong các động cơ của ôtô và xe gắn máy của hãng BMW, loại hợp kim này chứa 2% khối lượng stronti.
Stronti được sử dụng trong các nghiên cứu khoa học về giải phóng dẫn truyền thần kinh của nơron. Giống như calci, các chức năng của stronti synaptic vesicle dung hợp với màng giao điện. Nhưng khác với calci ở chỗ stronti gây ra túi nhiệt hạch không đồng bộ. Do đó, sự thay thế calci trong môi trường nuôi cấy bằng stronti cho phép các nhà khoa học đo lường tác động của sự kiện tổng hợp từng túi riêng lẻ, ví dụ như kích thước phản ứng hậu giao điện gây ra bởi hàm lượng chất chuyển hóa thần kinh của từng túi riêng biệt.

## Vai trò sinh học
Acantharea là một nhóm liên quan đến các sinh vật biển radiolaria protozoa tạo ra khu xương khoáng được cấu tạo bởi stronti sulfat. Trong các hệ sinh học, calci được thay thế một phần nhỏ bởi stronti.
Trong cơ thể con người, hầu hết stronti được hấp thụ thì tích tụ trong xương. Tỉ lệ stronti/calci trong cơ thể người dao động trong khoảng 1:1000 và 1:2000, tỉ lệ này cũng gần tương tự như trong huyết thanh.

### Ảnh hưởng đến cơ thể con người
Cơ thể người hấp thụ stronti giống như calci. Do sự tương đồng về đặc điểm hóa học của các nguyên tố này, các dạng ổn định của stronti có thể không gây nguy hại đáng kể đối với sức khỏe trong thực tế, các mức hàm lượng stronti được tìm thấy trong tự nhiên thực sự là có thể có lợi - nhưng đồng vị phóng xạ 90Sr có thể gây ra những rối loạn về xương khác nhau, như ung thư xương. Đơn vị stronti được sử dụng để đo mức độ phóng xạ từ việc hấp thụ 90Sr.
Một nghiên cứu trong ống nghiệm gần đây được tiến hành ở Đại học khoa học Nha NY (NY College of Dental Sciences) sử dụng stronti trên tế bào xương cho thấy sự cải thiện đáng kể về sự hình thành xương của các tế bào xương.
Thuốc stronti ranelate, được chế tạo bằng cách kết hợp stronti với acid ranelic, loại acid được tìm thấy trong quá trình hỗ trợ phát triển của xương, làm tăng mật độ xương, và làm giảm gãy xương cột sống, ngoại vi và hông.
Lịch sử nghiên cứu dược ứng dụng stronti đã bắt đầu từ thập niên 1950. Các nghiên cứu cho thấy thiếu các tác dụng phụ không mong muốn.